# Eugnosta cipoana
Eugnosta cipoana es una especie de polilla de la tribu Cochylini, familia Tortricidae.
Fue descrita científicamente por Razowski & Becker en 2007.
Su envergadura es de 14 mm. El color base de las alas anteriores es blanco cremoso con tintes ocráceos. La mitad basal de la costa, las manchas subapicales a lo largo de la costa y los tintes subterminales y terminales son parduzcos. Las alas posteriores son parduzcas.

## Distribución
Se encuentra en Minas Gerais, Brasil.